# Amt Glehn
Das Amt Glehn, bis 1927 Bürgermeisterei Glehn, war eine Verwaltungseinheit im Kreis Grevenbroich in Nordrhein-Westfalen und bestand aus den Orten Glehn und Liedberg.

## Geographische Lage
Das Amt Glehn lag östlich von Mönchengladbach und hatte eine Fläche von 18,77 km². 1974 lebten also 151 Einwohner auf einem Quadratkilometer.

## Geschichte
Das Gebiet des späteren Amtes Glehn wurde 1794 von französischen Truppen besetzt. Später war es ein Teil der Französischen Republik und dann des Kaiserreiches Frankreich. 1815 kam das Gebiet an das Königreich Preußen. Unter der preußischen Verwaltung wurden 1816 Regierungsbezirke, Kreise und Bürgermeistereien gebildet. Die Bürgermeisterei Glehn umfasste das Kirchdorf Glehn und die Dörfer Schlich, Lüttenglehn, Epsendorf und Scherfhausen. Zunächst gehörte die Bürgermeisterei dem Landkreis Neuß im Regierungsbezirk Düsseldorf an. So wie alle Landbürgermeistereien in der Rheinprovinz wurde die Bürgermeisterei Glehn 1927 in „Amt Glehn“ umbenannt. 1929 wurde der Landkreis Neuß aufgelöst und Mönchengladbach versuchte vergeblich, die Gemeinden Glehn und Liedberg einzugemeinden. Doch sie blieben selbständig und kamen zum Landkreis Grevenbroich-Neuß (ab 1946 Kreis Grevenbroich).
Während des Zweiten Weltkrieges wurde der Ortskern von Glehn durch Luftminen stark zerstört.
1975 wurde das Amt Glehn durch das Düsseldorf-Gesetz in die Stadt Korschenbroich eingemeindet.

## Politik
1974 leiteten folgenden Personen das Amt Glehn:
- Amtbürgermeister: Michael Esser (CDU)
- Stellvertreter: Heinz Schriedels (CDU)
- Amtsdirektor: Ludwig Bovelet
- Allgemeine Verwaltung: Wilhelm Zimmermann

## Wirtschaft
Das Gebiet des Amtes Glehn war stark auf die Landwirtschaft und den Gartenbau ausgerichtet. 1929 startete in Glehn die Zucht von Tulpen.